# Orchard (Teksas)
Orchard je grad u američkoj saveznoj državi Teksas. Prema popisu stanovništva iz 2010. u njemu je živjelo 352 stanovnika.